# Deoghar
Deoghar là nơi đóng trụ sở hành chính của quận Deoghar ở bang Jharkhand, Ấn Độ.

### Các điểm tham quan ở trong và xung quanh Deoghar

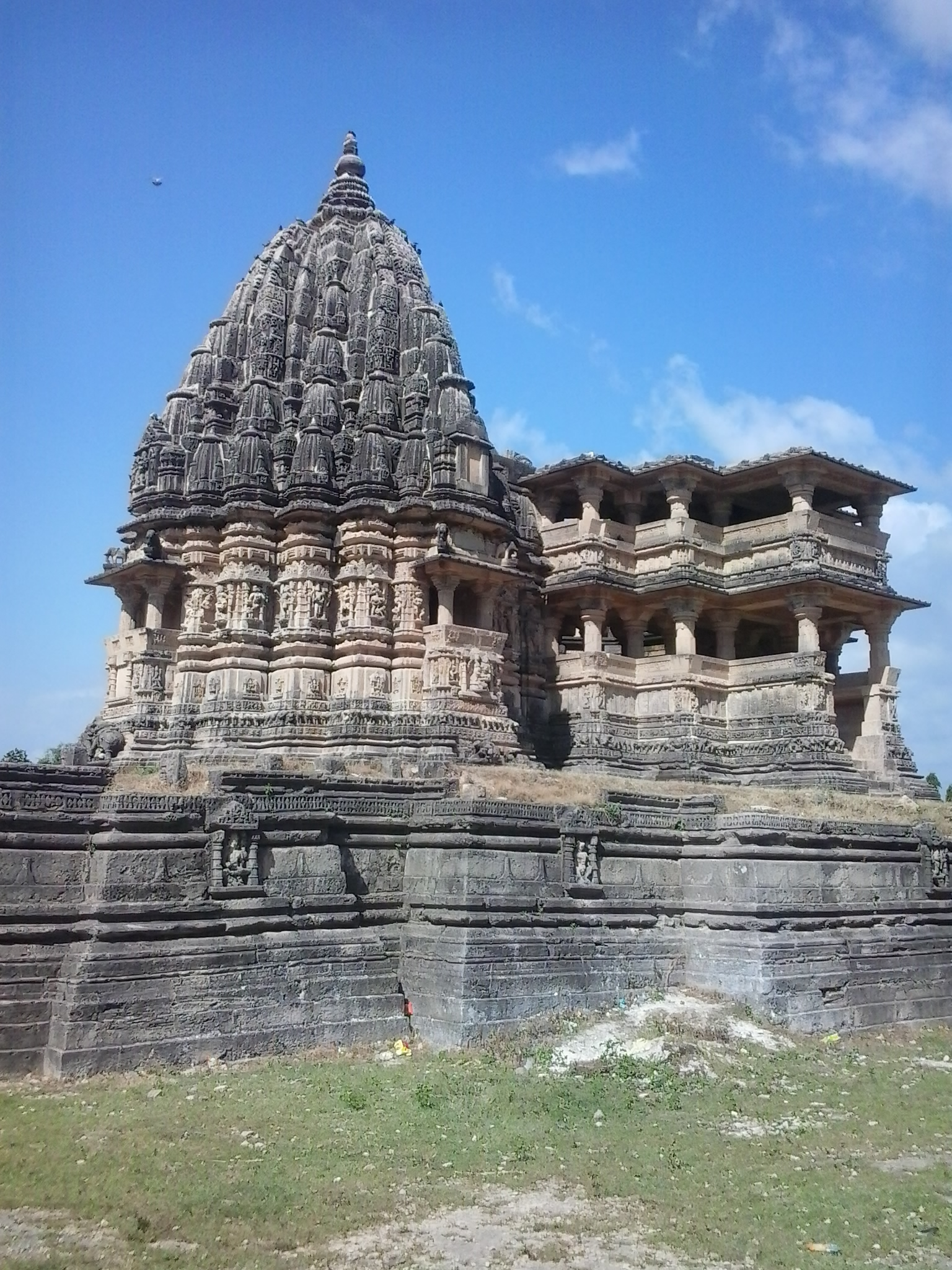
Đền Navlakha